# Мелкозубая акула
Мелкозубая акула (лат. Pseudotriakis microdon) — единственный вид хрящевых рыб рода мелкозубых акул семейства ложнокуньих акул. Обитает во всех океанах на глубине от 200 до 1500 м между 64° с. ш. и 12° ю. ш. Максимальная зафиксированная длина 2,95 м. Эти медлительные крупные акулы питаются костистыми рыбами, пластиножаберными и головоногими. Размножаются яйцеживорождением. Вид не является объектом коммерческого промысла. Не представляет опасности для человека.

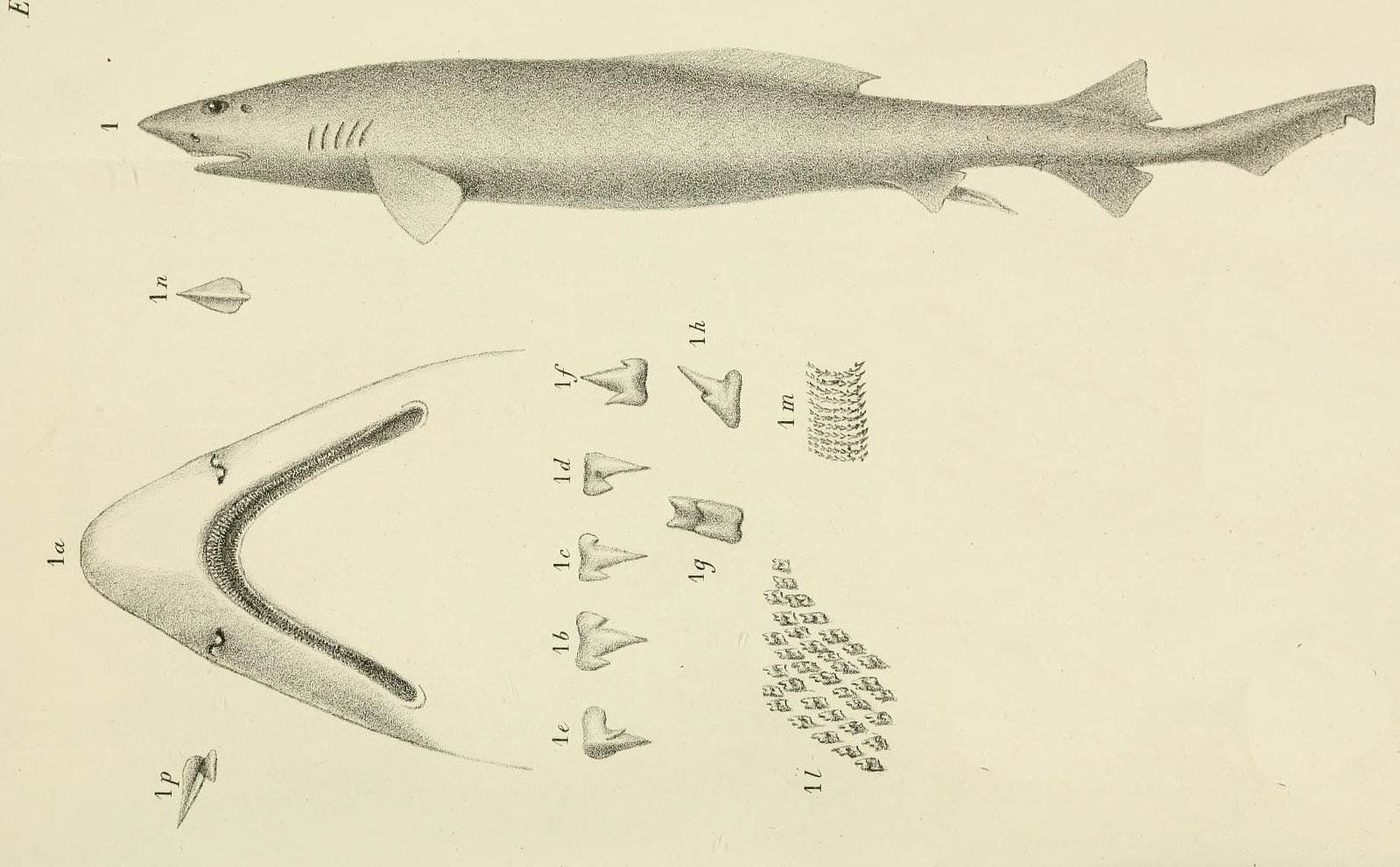
Оригинальное изображение мелкозубой акулы (1868)

## Таксономия
Вид научно впервые описан в 1868 году. Ближайшим существующим ныне родственником мелкозубой акулы является новозеландская тройнозубая акула. Тихоокеанская популяция рассматривалась как самостоятельный вид Pseudotriakis acrales, пока в 1984 году Леонард Компаньо не синонимизировал эти два вида на основании отсутствия отличительных характеристик. В 1992 году были опубликованы результаты морфометрического сравнения атлантической и тихоокеанской популяций мелкозубой акулы, подтвердившие отсутствие существенных различий и Pseudotriakis acrales был признан младшим синонимом Pseudotriakis microdon. Голотип представляет собой взрослого самца длиной 2,31 м, хранившегося в Музеу Бокаже в Лиссабоне и утраченного во время пожара. Видовой эпитет происходит от слов  μικρός  — «маленький» и др.-греч.  ὀδούς  — «зуб».

## Ареал
Мелкозубые акулы обитают во всех океанах, чаще в Северном полушарии. Пока нет данных об их присутствии в Южной Атлантике и в восточной части Тихого океана. Они держатся на континентальном и островном шельфе на глубине от 200 до 1890 м. В Северной Атлантике они встречаются от Нью-Йорка до Нью-Джерси; в северо-восточной и центрально-восточной части Атлантического океана на материковом склоне у берегов Исландии, Франции, Португалии, Мадейры, Азорских и Канарских островов, Сенегала и островов Зелёного мыса; в западной части Индийского океана у островов Альдабра; в северо-западной части Пацифике в водах Японии (южное Хонсю и Окинава) и Тайваня; в восточной части Индийского океана у берегов Австралии (Кейп Люэн, Западная Австралия); в центрально-западной части Тихого океана (Коралловое море, Маккай); юго-западной части Тихого океана (Новая Зеландия) и в центральной части Тихого океана (Гавайские острова).
В австралийских водах мелкозубая акула была впервые поймана в 10 августа 1994 году южоавстралийским траулером «Lucky S.», который добывал атлантического большеголова на континентальном шельфе у Кейп Люэн. Глубина траления составляла около 830 м, а температура воды 6 °C. Экипаж траулера не смог опознать необычную рыбу и её отвезли в Албани, а затем в замороженном виде доставили в Музей Западной Австралии, расположенный в Перте. Там акулу сфотографировали и сохранили в формалине.

## Описание
У мелкозубых акул массивное тело. Рот широкий, заканчивается позади глаз. По углам рта имеются короткие губные борозды. Щелевидные глаза вытянуты по горизонтали и оснащены рудиментарными мигательными мембранами. Их длина в 2 раза превышает ширину. Позади глаз расположены крупные брызгальца. Ноздри обрамлены кожными лоскутами. Расстояние между ноздрями в 2,8 раза больше ширины ноздрей. Во рту имеются многочисленные (от 202 до 335) ряды мелких зубов. Каждый зуб оканчивается центральным остриём, по бокам которого имеются небольшие зубчики. У мелкозубых акул пять пар жаберных щелей.

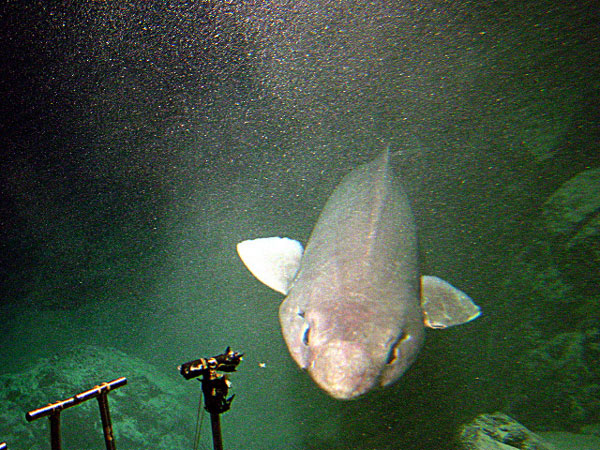

Грудные плавники небольшие и закруглённые. Брюшные плавники сдвинуты к анальному плавнику. Первый спинной плавник низкий и удлинённый, имеет форму киля. Длина его основания равна длине хвостового плавника. Основание первого спинного плавника лежит между основаниями брюшных и грудных плавников. Второй спинной плавник имеет треугольную форму и превышает по высоте первый спинной плавник. Анальный плавник почти в два раза меньше второго спинного плавника, его основание лежит под задней половиной основания второго спинного плавника. Нижняя доля хвостового плавника практически неразличима. У края верхней лопасти имеется вентральная выемка. Окраска ровного тёмно-коричневого цвета.

## Биология
Крупное тело, очень большая, наполненная жиром печень, мягкая мускулатура, плавники и кожа мелкозубых акул дают основание предположить, что эти рыбы ведут малоподвижный образ жизни и могут зависать над дном, поддерживая нейтральную плавучесть. Они питаются разнообразными глубоководными костистыми рыбами, такими как синафобранховые угри (Synaphobranchidae), долгохвостовые, змеиная макрель, пластиножаберными, например чёрными акулами и головоногими. Пасть мелкозубых акул позволяет им проглатывать крупные предметы. В желудке мелкозубой акулы, принадлежащей к тихоокеанской популяции, были обнаружены рыбы, плавающие на поверхности моря, такие как макрелетунцы (Auxis thazard thazard), саргановые (Belonidae) и иглобрюхие, которые, вероятно, после смерти упали на дно, где их и съела акула. Отмечалось, что содержимое желудка особи, пойманной на Канарских островах, состояло в основном из отбросов, включая картофель, грушу, пластиковый пакет и банку из под газировки.
Мелкозубые акулы размножаются яйцеживорождением, в помёте 2 (вероятно, 4) новорождённых длиной 120—150 см. Точная длительность беременности неизвестна, но, возможно, она составляет 2—3 года. Внутри яйцевода формируется огромное количество яиц (самка длиной 2,8 м произвела 20 000 яиц) диаметром около 9 мм. Из них оплодотворяется только одно, тогда как остальные начинают разрушаться. Эмбрион питается остатками желтка, которые преобразуются во внешний желточный мешок, служащий основным источником питания на поздних сроках беременности. Самцы и самки становятся половозрелыми при длине около 2,4 м и 2,7 м соответственно. Максимальная зафиксированная длина составляет 2,95 м.

## Взаимодействие с человеком
Несмотря на внушительные размеры вид не представляет опасности для человека, поскольку обитает на большой глубине. Коммерческой ценности не имеет. Иногда попадается в качестве прилова в глубоководные тралы и ярусы. Из-за медленной репродукции вид чувствителен к антропогенному воздействию, для удвоения численности популяции требуется более 14 лет.